# Koduvalli, Chikmagalur
Koduvalli là một làng thuộc tehsil Chikmagalur, huyện Chikmagalur, bang Karnataka, Ấn Độ.